# Джибуті (аеропорт)
Аеропорт Джибуті-Амбоулі (араб. مطار جيبوتي الدولي, французька Aéroport international Ambouli), (IATA: JIB, ICAO: HDAM) - аеропорт спільного базування у місті Амбоулі, Джибуті. Обслуговує місто Джибуті. Аеропорт розташований приблизно за 6 км від центру міста. Займає площу в 10 км².

## Історія
Аеропорт було відкрито в 1948 р.
У середині 1970-х років, аеропорт було розширено для розміщення більшої кількості міжнародних перевізників, і з державним  Air Djibouti як провідним перевізником
Аеропорт Джибуті-Амбоулі має одну будівлю терміналу.
У 2004 році аеропорт обслужив 182,641 пасажирів

## Військова база
- Збройні сили Франції[3]
  - раніше розташовувалась 13-а напівбригада Іноземного легіону (Французький іноземний легіон) з 2011 року в ОАЕ.
  - 5th Overseas Interarms Regiment
  - Ескадрилья de chasse 3/11 Corse що має на озброєнні 7 Mirage 2000C та 3 Mirage 2000D[3]
  - Транспортна ескадрилья d'outre mer 88 Larzac що має у своєму складі C-160 Transall, Aérospatiale SA 330 Puma та AS555 Fennec.
- Збройні сили США
  - Кемп-Лемоньє - колишня база французького Іноземного легіону.
- Авіабаза ВПС Джибуті
- Сили самооборони Японії
  - Сили по боротьбі з піратством має на озброєнні 2 P-3C
- ВПС Італії
  - На озброєнні General Atomics MQ-1 Predator

## Авіалінії та напрямки

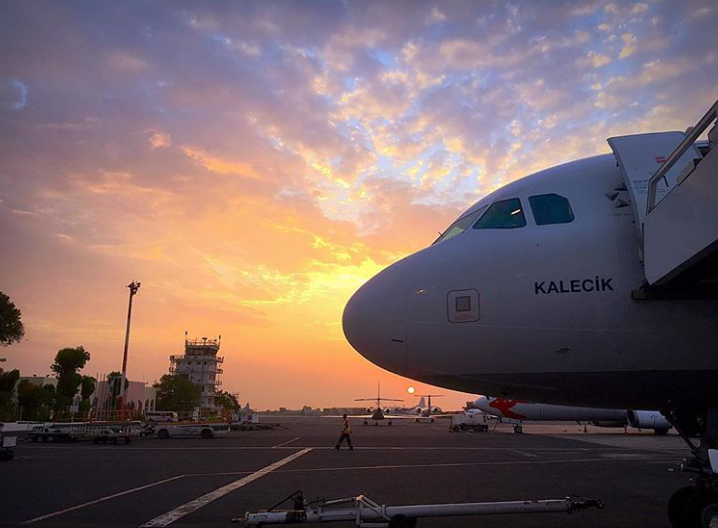
Літак Turkish Airlines в аеропорту Джибуті (2016).

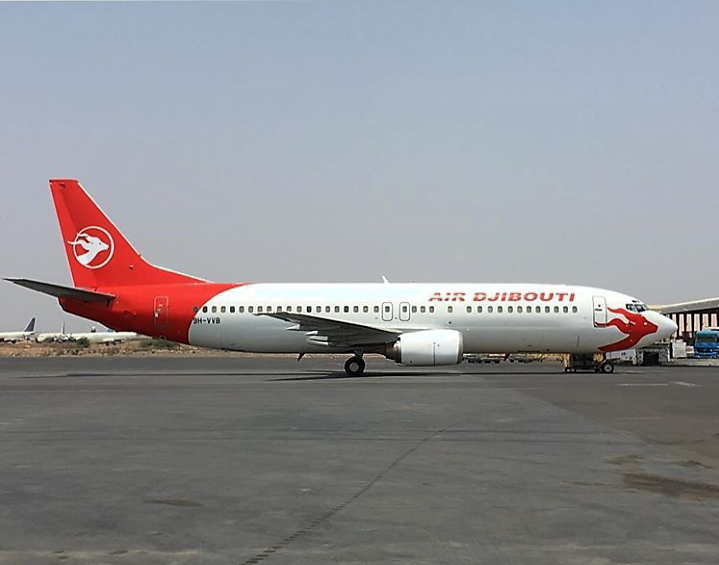
Літак Air Djibouti в аеропорту Джибуті

### Пасажирські
| Авіакомпанія                | Пункт призначення                                  |
| --------------------------- | -------------------------------------------------- |
| Air Djibouti                | Аддис-Абеба, Дире-Дауа, Гаргейса, Могадишо, Босасо |
| Air France                  | Париж–Шарль де Голль                               |
| AlMasria Universal Airlines | Каїр                                               |
| Daallo Airlines             | Дубай, Гаргейса, Джидда, Могадишо                  |
| Ethiopian Airlines          | Аддис-Абеба, Дире-Дауа                             |
| Felix Airways               | Сана, Таїз (все призупинено)                       |
| flydubai                    | Дубай                                              |
| Jubba Airways               | Дубай, Гаргейса, Джидда, Могадишо                  |
| Kenya Airways               | Аддис-Абеба, Найробі                               |
| Qatar Airways               | Доха                                               |
| Turkish Airlines            | Стамбул–Ататюрк, Могадишо                          |

### Вантажні
| Авіакомпанія  | Пункт призначення |
| ------------- | --- |
| Air Djibouti  | Аддис-Абеба, Банґі, Бербера, Бужумбура, Дубай-Аль-Мактум, Гаргейса, Джуба, Хартум, Кігалі, Кіншаса, Кісангані, Лубумбаші, Могадишо, Мванза, Найробі, Нджамена, Пемба |
| Coyne Airways | Дубай |
| Etihad Cargo  | Абу-Дабі |